# 岡田壯平
岡田 壯平（おかだ そうへい、1953年7月 - ）は、日本の映画字幕翻訳家。明星学園小学校・中学校・高等学校卒業。上智大学文学部英文学科、早稲田大学理工学部建築学科卒業。一級建築士。父親は俳優の岡田英次。

## 経歴
フランク・ロイド・ライトに憧れ建築家を志す。建築学科卒業後、設計事務所を構えていたが30歳を過ぎても仕事がなく、両親が俳優で映画業界に馴染みがあったこともあり、電話で直接売り込んで東北新社でアルバイトを始める。転職のきっかけは当時同棲していた女性（現在の妻）の「明日のお米がないわよ」の一言だったという。しかしこの言葉は別に金欠を責めていたわけではなく、単に米を買い忘れたという意味だったことが妻との会話で判明したという。

## 翻訳スタイル
字幕翻訳は「そのまま」（原文をそのまま訳出する）、「切り捨て」（重要な情報だけを残し、その他の部分は訳さない）、「言い換え」（原文の内容を別の言い回しで表現する）の三つのスタイルがあり、台詞に応じてそれぞれのスタイルを使い分けることが必要だと説いている。また、原稿用紙の空欄に筆記具で点を打ちながら、字幕の字数を数えるという。

## エピソード
親から「お前は顔が悪いから俳優は無理だ」と言われていたという。また、コンピュータに強く、かつて戸田奈津子が使っていたワープロが古くなり、画面表示が薄く字が読みにくかったときに、技術を駆使して修理し戸田を助けたという。

## 翻訳した代表作
- レオン
- ショーシャンクの空に
- トラフィック
- ルーキー（日本公開1991年、ワーナー・ブラザース）
- 許されざる者（日本公開1993年、ワーナー・ブラザース）